# Zlatna (Roemenië)
Zlatna is een stad (oraș) in het Roemeense district Alba. De stad telt 8335 inwoners (2007).
De inwoners van de stad behoren tot de etnische subgroep Mocani (Roemenen).
De naam van het stadje verwijst naar de goudmijnen die hier al in de Romeinse tijd te vinden waren. (Zlatna betekent Goud in het Slavisch). De Slavische naam kan er op duiden dat hier voor de komst van de Hongaren en Roemenen vooral Slavische stammen woonden.

## Geboren
- Béla Lukács (1847-1901), Hongaars minister

Steden met gemeentestatus: Alba Iulia · Aiud · Blaj · Sebeș

Steden zonder gemeentestatus: Abrud · Baia de Arieș · Câmpeni · Cugir · Ocna Mureș · Teiuș · Zlatna

Gemeenten: Albac · Almaşu Mare · Arieșeni · Avram Iancu · Berghin · Bistra · Blandiana · Bucium · Câlnic · Cenade · Cergău · Ceru-Băcăinți · Cetatea de Baltă · Ciugud · Ciuruleasa · Crăciunelu de Jos · Cricău · Cut · Daia Română · Doștat · Fărău · Galda de Jos · Gârda de Sus · Gârbova · Hopârta · Horea · Ighiu · Întregalde · Jidvei · Livezile · Lupșa · Lopadea Nouă · Lunca Mureșului · Meteș · Mihalț · Mirăslău · Mogoș · Noșlac · Ocoliș · Ohaba · Pianu · Poiana Vadului · Ponor · Poșaga · Rădești · Râmeț · Rimetea · Roșia de Secaș · Roșia Montană · Sălciua · Săliștea · Sâncel · Săsciori · Sântimbru · Scărișoara · Stremț · Șibot · Sohodol · Șpring · Șugag · Șona · Unirea · Vadu Moților · Valea Lungă · Vidra · Vințu de Jos